# Ernst Bloch

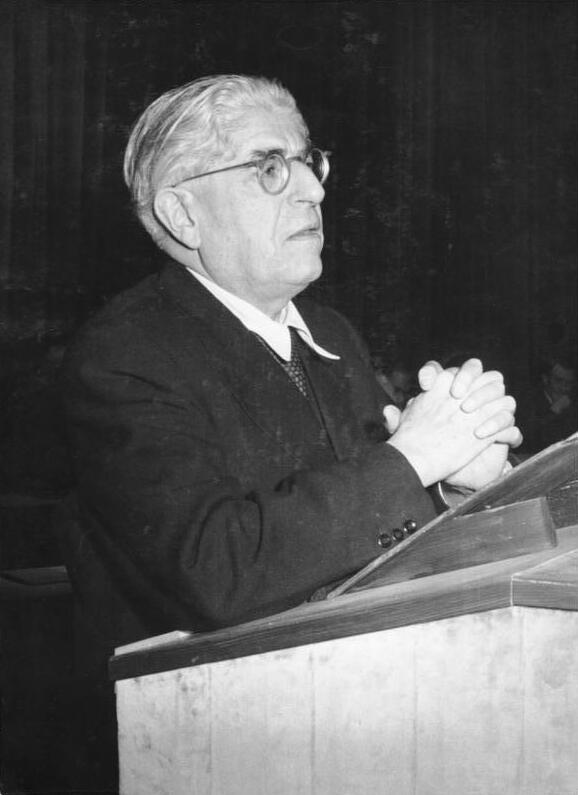
Ernst Bloch (1954)

Ernst Simon Bloch (* 8. Juli 1885 in Ludwigshafen am Rhein; † 4. August 1977 in Tübingen; Pseudonyme: Karl Jahraus, Jakob Knerz) war ein deutscher Philosoph. Bloch stellte sich in die Tradition der Schriften von Karl Marx und wird heute dem Neomarxismus zugeordnet.

## Leben

### Herkunft, Jugend, Ausbildung

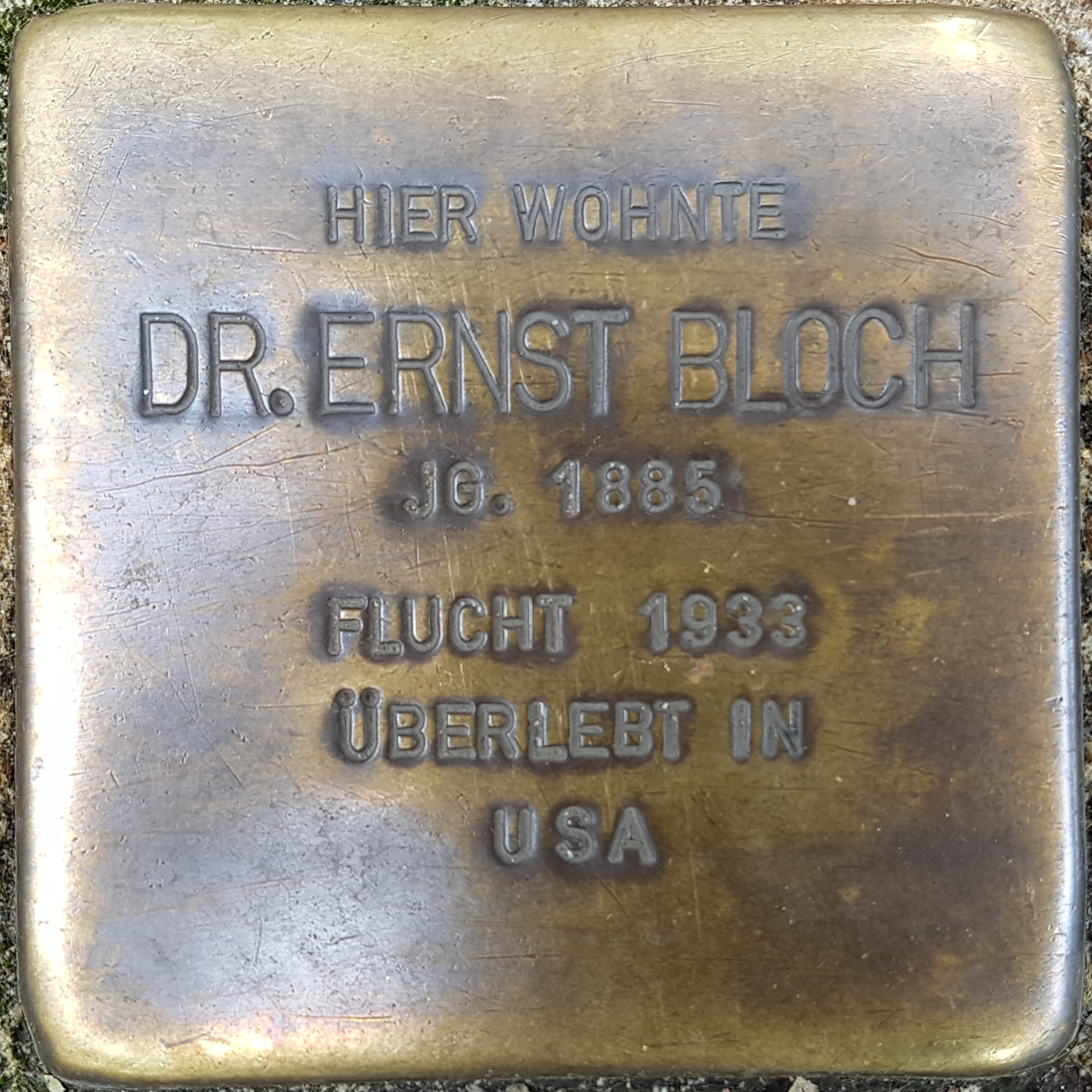
Blochs Stolperstein in seiner Geburtsstadt Ludwigshafen vor dem Haus Rheinblock 54b

Ernst Bloch entstammte einer jüdischen Familie aus der Pfalz. Seine Eltern waren Markus (später Max) Bloch (1853–1926) und Barbara (Berta), geb. Feitel (1861–1935). Blochs Vater stieg vom Arbeiter zum Beamten der Pfälzischen Eisenbahnen auf.
Der Vergleich zwischen der Arbeiterstadt Ludwigshafen am Rhein und der bürgerlichen Stadt Mannheim war für Bloch nach eigenen Angaben prägend. Schon früh interessierte er sich für Philosophie und Literatur. Nach dem Abitur am humanistischen Gymnasium in Ludwigshafen studierte er ab 1905 an der Universität München im Hauptfach Philosophie bei Theodor Lipps und belegte als Nebenfächer Physik, Germanistik und Musik. Anschließend wechselte er an die Universität Würzburg zu Oswald Külpe. 1908 wurde er mit seiner Arbeit Kritische Erörterungen über Rickert und das Problem der modernen Erkenntnistheorie promoviert. Bereits in dieser Abhandlung entwickelte er Ideen utopischen Denkens, indem er sich mit dem „Noch-nicht-Gewordenen“ befasste.

### Vor und während des Ersten Weltkriegs: Hinwendung zum Sozialismus
Nach seiner Promotion zog Bloch nach Berlin. Während eines Kolloquiums bei Georg Simmel freundete er sich mit diesem und mit Georg Lukács an. Die Freundschaft zu Simmel endete wegen dessen enthusiastischen Eintretens für die deutsche Kriegsanstrengung im Ersten Weltkrieg.
Mit der Bildhauerin Else von Stritzky lebte Ernst Bloch ab 1911 in Süddeutschland. Die beiden heirateten 1913. Nach einer Italienreise lernte er in Heidelberg Max Weber kennen. Im Gegensatz zum eher nüchternen Kreis um Weber war Bloch – beeinflusst von der bürgerlichen Wandervogelbewegung – expressiv in seiner Ausdrucksweise und unstet in seinem Lebensstil. Wie Max Weber bemerkte, verfügte der junge Philosoph über ein enormes Selbstbewusstsein. Bloch sah sich als den Propheten eines neuen Messias.
Als engagierter Gegner des Krieges ließ er sich den Auftrag geben, über pazifistische Utopien in der Schweiz zu schreiben. Gemeint war die pazifistische Siedlung Monte Verità von Ascona. In deren Nähe, nach Locarno-Monti, zog er mit seiner Frau im Frühjahr 1917. Dort beendete er sein Werk Geist der Utopie und entwarf den Essay „Über den sittlichen und geistigen Führer“, in dem er sich als „geistigen Führer“ neben den „sittlichen Führer“ Gusto Gräser stellt, den „nach Heiligung strebenden Bruder“ (Wüste 99), der „franziskanisch leben wollte, statt auf der Herrenseite“ (Wüste 143). Damals teilte er die Modernismus-Kritik der Siedler, ihre „utopische Tendenz“, konnte aber das „Tao“ und das „Amulett des nackten Herzens“, d. h. „das Evangelium der Nicht-Gewalt“ (KK 234) des Kriegsdienstverweigerers Gräser, nicht übernehmen. Der Glaube an seine eigene messianische Berufung brach zusammen, ersatzweise wandte er sich jetzt der Politik und dem Leninismus zu. Erhalten blieb sein Respekt für den „religiösen Urwunsch“ der Siedler und sein leidenschaftliches Interesse für utopische Unternehmungen.

### Weimarer Republik
Nach Kriegsende, nachdem Deutschland eine Republik geworden war, verließ er die Schweiz und ging nach München. In den 1920er Jahren lebte er wiederum in Berlin als freier Journalist ohne feste Anstellung, unterbrochen von zahlreichen Reisen u. a. nach Italien, Paris und Sanary-sur-Mer. 1925/26 hielt er sich in Tunesien auf, 1929 in Wien. Zu seinen damaligen Freunden gehörten Bertolt Brecht, Kurt Weill, Theodor W. Adorno und Walter Benjamin.
1922 heiratete er nach dem Tod seiner ersten Ehefrau die Malerin Linda Oppenheimer. Auch diese Ehe blieb kinderlos und wurde 1928 geschieden. Aus seiner Verbindung mit Frieda Abele stammt die 1928 geborene Tochter Mirjam. Sie heiratete den Schweizer Bildhauer Hans Josephsohn.

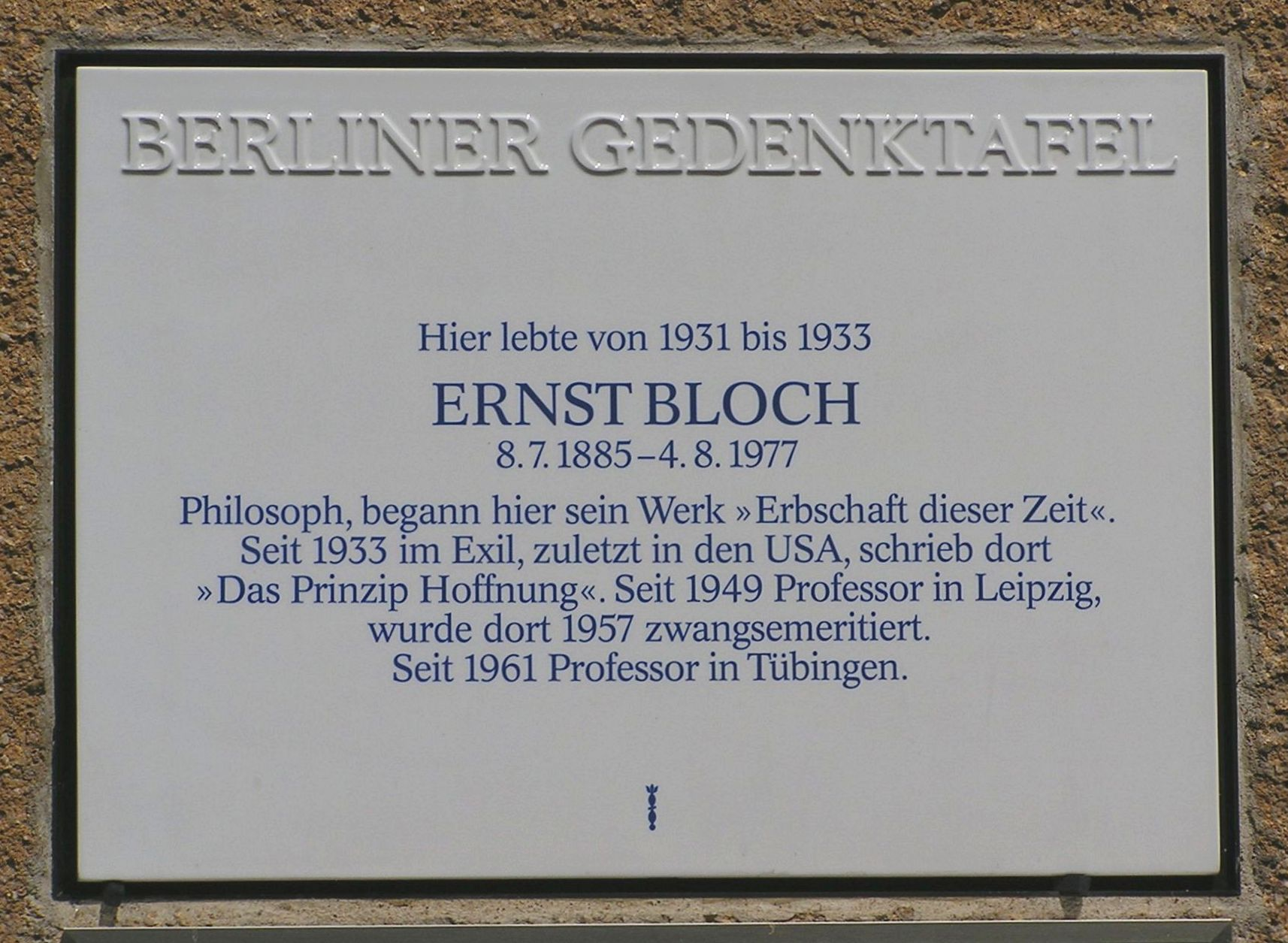
Gedenktafel am Haus Kreuznacher Straße 52 in der Künstlerkolonie Berlin von Berlin-Wilmersdorf

In dieser Zeit erschienen seine Studie über Thomas Müntzer, eine Überarbeitung von Geist der Utopie im Sinne einer marxistischen Philosophie sowie Essays, Geschichten und Aphorismen. Überdies verfasste er Beiträge für die Frankfurter Zeitung, die Wochenzeitschrift für Politik, Kunst und Wirtschaft Die Weltbühne und andere Periodika. Politisch war Bloch sehr aktiv und bekämpfte schon früh die aufstrebende NSDAP.

### Zeit des Nationalsozialismus: Exil
Kurze Zeit nach Hitlers Machtergreifung wurde Bloch ausgebürgert und emigrierte mit seiner ebenfalls jüdischen Lebensgefährtin Karola Piotrowska in die Schweiz. Dort wurde er als „Komplize“ einer „Agentin der Komintern“ verhaftet und im September 1934 ausgewiesen. Danach hielt sich das Paar in Wien auf, wo es 1934 heiratete. Piotrowska war Architektin polnischer Herkunft. Die Verbindung bestand bis zu Blochs Tod. Nachdem er 1935 als Staatenloser in Zürich das Aufsehen erregende, gegen den Nationalsozialismus gerichtete Buch Erbschaft dieser Zeit herausgebracht hatte, verbrachte das Ehepaar die Jahre 1936 bis 1938 in Prag. 1937 wurde das einzige Kind geboren, Jan Robert Bloch. Bloch war für die nach politischen Differenzen von Hermann Budzislawski geleitete kleine Wiederauflage der Weltbühne tätig, schrieb gleichzeitig zum Problem des Materialismus in der Philosophie und war an den Auseinandersetzungen über eine Volksfront gegen den Nationalsozialismus beteiligt. Dabei kam es zu heftigen „Expressionismusdebatten“ mit seinem Freund Georg Lukács.
Ab Mitte der 1930er Jahre sprach sich Bloch öffentlich für die so genannten Stalinschen Säuberungen aus, insbesondere verteidigte er die Moskauer Prozesse. Diese Haltung belastete einige seiner Freundschaften schwer, so auch das Vertrauensverhältnis zu Adorno. Später bekannte er in Gesprächen offen seinen Irrtum in der Beurteilung der Moskauer Prozesse und des Stalinismus. Im Zusammenhang mit der Herausgabe von Blochs Werkausgabe wurde das Thema kurzzeitig 1968/69 wieder aktuell, als Bloch einen entsprechenden Artikel nicht in den Band Politische Messungen, Pestzeit, Vormärz aufnahm. Nach scharfer Kritik an diesem Vorgehen erklärte Bloch sich bereit, sämtliche politischen Artikel aus der Weltbühne in einem separaten Band außerhalb der Werkausgabe vorzulegen. Noch in der frühen DDR-Zeit lobte er Stalin als einen „wirklichen Führer ins Glück“.
Nach dem Münchner Abkommen, kurz vor dem Einmarsch deutscher Truppen in Prag, konnte die Familie am 9. März 1939 in die USA fliehen. Dort litt Bloch, wie viele deutsche Exilautoren, wegen mangelnder Englischkenntnisse unter finanziellen Schwierigkeiten. Seine Frau Karola konnte als Architektin arbeiten. Im amerikanischen Exil schrieb er wichtige Texte, unter anderem sein vielfach als Hauptwerk bezeichnetes Buch Das Prinzip Hoffnung und Subjekt – Objekt. Bloch gehörte zu denjenigen Emigranten, die an der deutschen Sprache festhielten. Gemeinsam mit anderen aus Deutschland geflüchteten berühmten deutschen Autoren und Künstlern war er 1944 an der Gründung des kleinen Aurora-Verlags in New York beteiligt, der fast ausschließlich als Selbstverlag diente.

### DDR 1948–1961

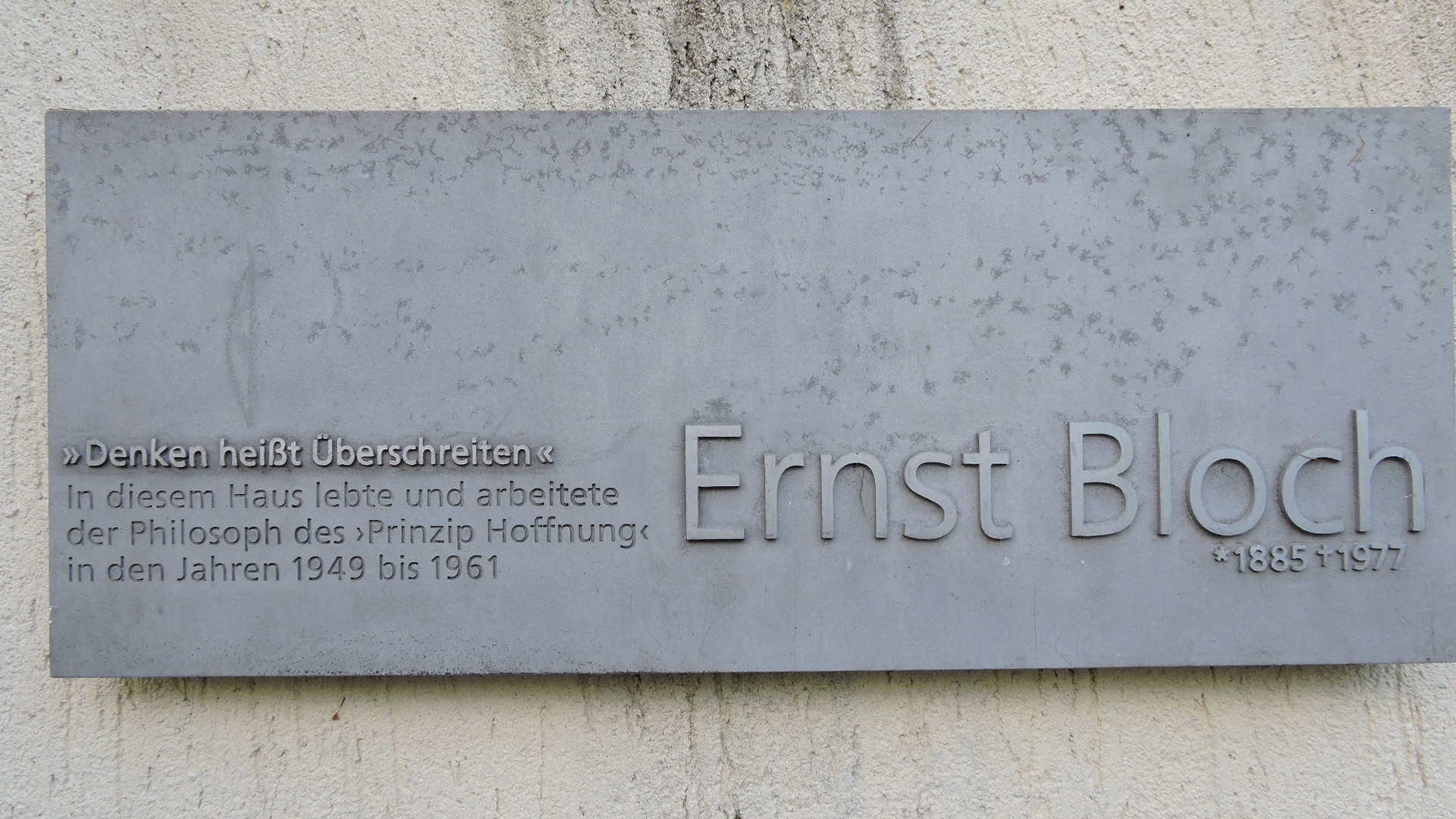
Gedenktafel am Wohnhaus von Ernst Bloch in Leipzig-Schleußig, Wilhelm-Wild-Str. 8 (nach Entwurf des Leipziger Künstlers Ulf Puder)

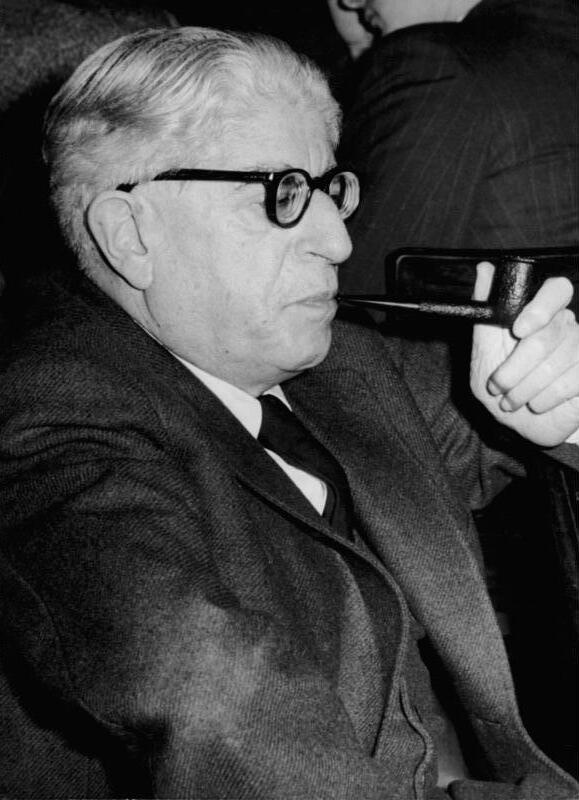
Ernst Bloch auf dem XV. Schriftstellerkongress in Berlin, 1956

1948 wurde ihm der Lehrstuhl für Philosophie an der Universität Leipzig angeboten, nachdem Herbert Marcuse in Vorgesprächen eine mögliche Berufung auf diesen Lehrstuhl abgelehnt hatte. Im Jahr darauf übersiedelte er im 64. Lebensjahr dorthin. 1955 wurde er mit dem Nationalpreis der DDR ausgezeichnet. Darüber hinaus wurde er Mitglied der Deutschen Akademie der Wissenschaften zu Berlin (DAW). Damit war er quasi zum Staatsphilosophen der DDR avanciert. Zu seinen zahlreichen akademischen Schülern aus dieser Zeit gehörte sein Assistent Manfred Buhr, den er 1957 promovierte, der später Ordinarius in Greifswald und danach Direktor des Zentralinstituts für Philosophie der Akademie der Wissenschaften (AdW) in Berlin wurde und sich zu einem seiner schärfsten Kritiker entwickelte, ferner Gerd Irrlitz.
Doch der ungarische Volksaufstand 1956 brachte den überzeugten Marxisten Bloch auf Gegenkurs zum SED-Regime: Seine letzte Vorlesung am 17. Dezember 1956 behandelte die „Probleme der Fortentwicklung des Marxismus nach Marx“, für die Partei galt der historische und dialektische Materialismus jedoch als unveränderbar und abgeschlossen. Weil er seine humanistischen Freiheitsideen lehrte, wurde er 1957 aus politischen Gründen – nicht wegen seines Alters von 72 Jahren – emeritiert. Gegen diese Zwangsemeritierung sprachen sich damals öffentlich eine Reihe von Wissenschaftlern und Studenten aus, u. a. sein bekannter Professorenkollege Emil Fuchs sowie dessen bei Bloch studierender Enkel Klaus Fuchs-Kittowski. Zudem hatte Rugard Otto Gropp, ein Leipziger Kollege, mit einem Artikel im Neuen Deutschland vom 19. Dezember 1956 eine politische Kampagne gegen Bloch begonnen und ihn darin u. a. als Idealisten kritisiert. Arno Münster schreibt, Gropp habe den Artikel auf Anweisung von höherer Stelle aus verfasst und sollte damit eine Anklage gegen Bloch wegen Revisionismus vorbereiten. Nach dem Bau der Berliner Mauer kehrte Bloch 1961 von einer Reise in den Westen und dem damit verbundenen Besuch der Bayreuther Festspiele nicht mehr in die DDR zurück. 1962 wurde Bloch von der Akademie der Wissenschaften der DDR ausgeschlossen (am 16. November 1989 rehabilitiert).

### Bundesrepublik und Studentenbewegung

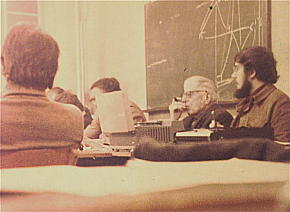
Ernst Bloch im Seminar „Schein und Vorschein in der Kunst“, Uni Tübingen, Februar 1971

1961 nahm Bloch in der Bundesrepublik Deutschland, inzwischen hochbetagt, eine Gastprofessur an der Eberhard Karls Universität Tübingen an. 1967 erhielt er den Friedenspreis des Deutschen Buchhandels: In seiner Dankesrede Widerstand und Friede forderte Bloch Friedensstiftung durch aktiven Widerstand gegen Krieg. 1970 wurde ihm die Ehrenbürgerschaft seiner Heimatstadt Ludwigshafen verliehen. Ehrendoktorwürden der Universität Zagreb, der Sorbonne und der Universität Tübingen folgten. Die Studentenbewegung in den späten 1960er Jahren begleitete er mit kritischem Wohlwollen. Auf seine Schriften beriefen sich Teile der 68er-Bewegung. Zwischen Bloch und Rudi Dutschke entwickelte sich in den 1970er Jahren ein Verhältnis väterlicher Freundschaft. Bloch sah in Dutschke einen möglichen Nachfolger seiner Ideen. 1971 gründete er zusammen mit Karola Bloch den Verein „Hilfe zur Selbsthilfe“ im Bereich der Straffälligenarbeit.

### Tod

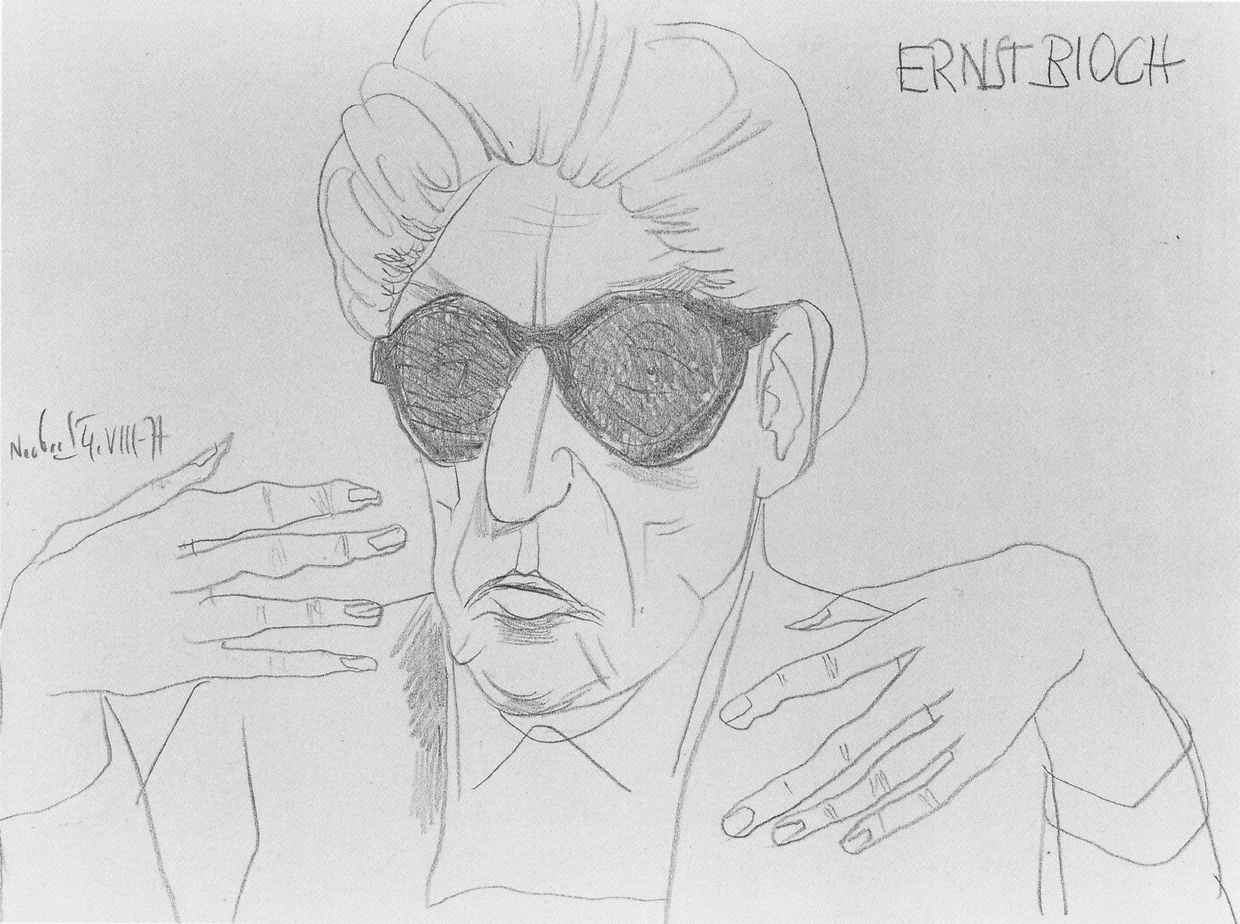
Ernst Bloch, Bleistiftzeichnung von Hans Neubert, 1977

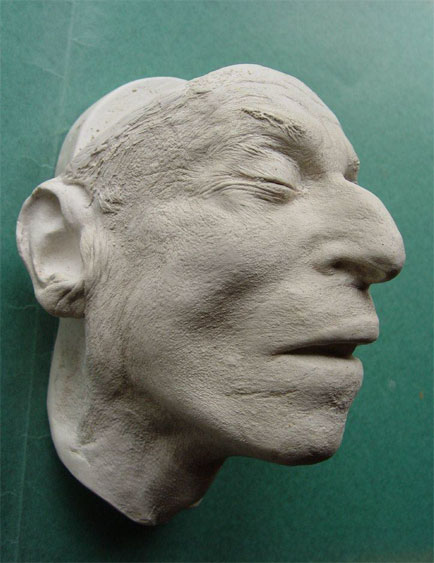
Totenmaske Ernst Blochs, abgenommen von Gerhard Halbritter, 5. August 1977

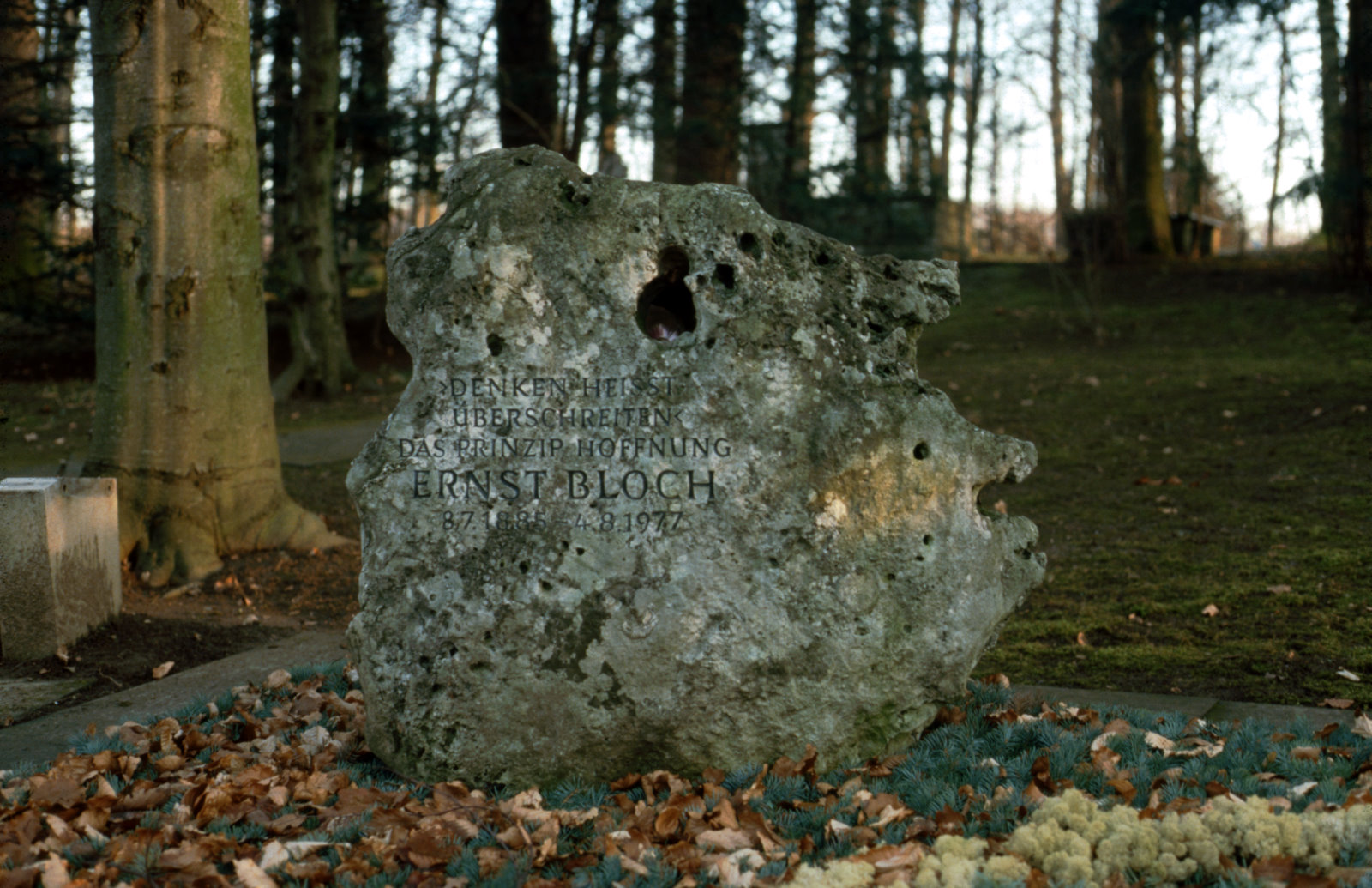
Blochs Grab auf dem Tübinger Bergfriedhof. Inschrift: Denken heißt Überschreiten – Das Prinzip Hoffnung – Ernst Bloch 8.7.1885 – 4.8.1977

Am 4. August 1977 starb Ernst Bloch im Alter von 92 Jahren. Ungefähr 3000 Studenten versammelten sich an seinem Todestag zu einem Fackelzug. Seine letzte Ruhestätte fand er auf dem Tübinger Bergfriedhof.

## Blochs Philosophie
Ernst Bloch ist der Philosoph der „konkreten Utopien“, der Tagträume, des Prinzips Hoffnung. Im Zentrum seines Denkens steht der über sich hinausdenkende Mensch. Das Bewusstsein des Menschen ist nicht nur das Produkt seines Seins, es ist vielmehr mit „Überschuss“ ausgestattet. Dieser „Überschuss“ findet seinen Ausdruck in den sozialen, ökonomischen und religiösen Utopien, in der bildenden Kunst, in der Musik und in den Tagträumen.
Als Marxist sieht Bloch im Sozialismus und Kommunismus die Instrumente, diesen „Überschuss“ in die Tat umzusetzen. Untypisch für einen Marxisten ist seine starke Hinwendung zur Metaphysik. Im Zentrum seiner Überlegungen steht dabei das „Noch-Nicht-Gewordene“, das für unser „Jetzt“ kennzeichnend ist. Der Mensch, die Gesellschaft ist „noch nicht bei sich angekommen“, weil wir noch Mangel fühlen. Alles Seiende umgibt jedoch ein „Bedeutungshof“ seiner unrealisierten Möglichkeiten, der uns „auf den Weg bringen“ kann, das „Noch-Nicht-Haben“ in ein Haben, das „Noch-Nicht-Sein“ in ein Sein und das „Noch-Nicht-Bewusste“ in ein Bewusstes umzuwandeln.
Ernst Bloch ist nicht nur „der deutsche Philosoph der russischen Oktoberrevolution“ (Oskar Negt), sondern entwickelte eine selbstbewusste Philosophie des „Tertium“, also des Dritten, einer Lage zwischen Nicht-Mehr- und Noch-Nicht-Sein, die sozialwissenschaftlich-methodologisch bisher kaum aufgenommen worden ist; sie unterscheidet sich geschichtlich-methodisch von anderen Ansätzen marxistischer Philosophen auch dadurch, dass Bloch eine enge Beziehung zwischen sozialistischen und christlichen Gedanken sah.
Bedeutsam sind auch Ernst Blochs Konzeptionen der Ungleichzeitigkeit, wie er sie in den 1930er und 1960er Jahren äußerte. In „Erbschaft dieser Zeit“ (1934) erklärte er die Attraktivität des Nationalsozialismus durch ungleichzeitige Widersprüche im Kapitalismus, die zum gleichzeitigen Widerspruch zwischen Kapitaleigentümern und Lohnarbeitern „schief“ hinzukämen. Durch die fehlenden Revolutionen in Deutschland seien bestimmte Schichten („Kleinbauern“, „Kleinproduzenten“, „Kleinhändler“ und Angestellte als kleinbürgerlicher Sonderfall) nicht nur rückständig („unechte Ungleichzeitigkeit“), sondern in ihren anachronistischen Produktionsweisen („echte Ungleichzeitigkeit“) verflochten mit dem Kapital. Die marxistische Analyse dürfe nicht nur kalt den gleichzeitigen Widerspruch analysieren, sondern müsse auch den Wärmestrom unabgegoltener Kämpfe und Utopien berücksichtigen. In der „Tübinger Einleitung in die Philosophie“ Anfang der 1960er Jahre bezog Bloch Ungleichzeitigkeit auf unterschiedlichen Fortschritt. Hier distanzierte er sich von der „reaktionären Kulturkreistheorie“, da alle Kulturen denselben dialektischen Gesetzen in ihrer Entwicklung unterworfen seien und denselben Zielinhalt der Menschlichkeit (einendes „konkret-utopisches Humanum“) in einem „Reich der Freiheit“ verfolgten. Bloch spricht hier vom „Multiversum“: „Der Fortschrittsbegriff duldet keine 'Kulturkreise', worin die Zeit reaktionär auf den Raum genagelt ist, aber er braucht statt der Einlinigkeit ein breites, elastisches, völlig dynamisches Multiversum, einen währenden und oft verschlungenen Kontrapunkt der historischen Stimmen.“
Ernst Bloch hatte auf Grund seiner kenntnisreichen und originellen Ausführungen zu Themen der Religion, speziell des Judentums und Christentums sowie zum Atheismus großen Einfluss auf die Theologie in der zweiten Hälfte des 20. Jahrhunderts, beispielsweise auf Jürgen Moltmann und auf Dorothee Sölle. Das äußert sich beispielhaft an den korrespondierenden Titeln Das Prinzip Hoffnung von Ernst Bloch und Theologie der Hoffnung von Jürgen Moltmann sowie von Ernst Blochs Atheismus im Christentum und Dorothee Sölles Atheistisch an Gott glauben. Der Religionsphilosoph Hans Jonas nannte seine Ethik für die technologische Zivilisation 1979 programmatisch Das Prinzip Verantwortung.
Besonders ausführlich breitet er seine Religionsphilosophie im dritten Band von Prinzip Hoffnung aus: „Die wirkliche Genesis ist nicht am Anfang, sondern am Ende, und sie beginnt erst anzufangen, wenn Gesellschaft und Dasein radikal werden, das heißt sich an der Wurzel fassen. Die Wurzel der Geschichte aber ist der arbeitende, schaffende, die Gegebenheiten umbildende und überholende Mensch. Hat er sich erfasst und das Seine ohne Entäußerung und Entfremdung in realer Demokratie begründet, so entsteht in der Welt etwas, das allen in die Kindheit scheint und worin noch niemand war: Heimat“. Später im Band Atheismus im Christentum heißt es: „Nur ein Atheist kann ein guter Christ sein, gewiss aber auch: Nur ein Christ kann ein guter Atheist sein“.
Bloch kritisiert am Christentum die überkommenen hierarchischen Strukturen, abgeleitet aus einem Gott, der „oben“ ist und so an Marduk oder Ptah erinnert, die Götter der Babylonier und Ägypter, aber nicht an Jahwe, den Gott des Exodus, der zur Befreiung führt.
Am Atheismus beanstandet er die Leere, den „Hohlraum“, der hinterlassen wird, wenn man die Religion entfernt. In diese Hohlräume treten nach Bloch neue, dunkle und dumpfe Inhalte. Als Beispiel nennt er die Zeit des Nationalsozialismus.
Zentrale Begriffe der blochschen Philosophie sind:
- Wärmestrom/Kältestrom
- Ungleichzeitigkeit
- Konkrete Utopie
- In-Möglichkeit-Seiendes

## Wirkung

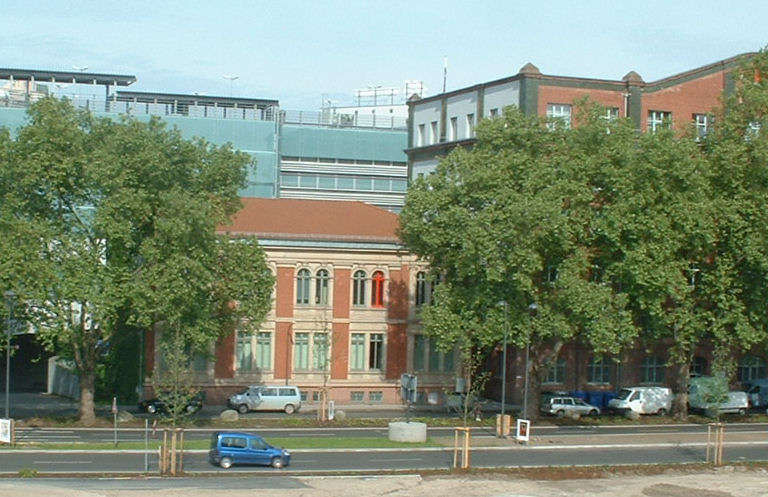
Ernst-Bloch-Zentrum in Ludwigshafen

Es existiert keine philosophische Schule, die sich auf Ernst Bloch beruft, jedoch wird seine Philosophie weltweit rezipiert. Seine Werke sind in mehr als 30 Sprachen übersetzt worden.
Zu den letzten Schülern Ernst Blochs aus den Leipziger Jahren in Deutschland zählen: die Schriftstellerin Ingrid Zwerenz, der Kolumnist und Philosoph Günter Zehm (Pankraz), der Schriftsteller Friedrich Dieckmann (Viele Kammern im Welthaus), der Hörspielautor und Dramaturg Siegfried Pfaff (Regina B. Ein Tag in ihrem Leben) sowie die Philosophen Burghart Schmidt, Gerd Irrlitz (Kant Handbuch) und Thomas M. Haase (Eine Studie zum älteren Werk Max Kretzers) (Viernheim).
Das Ernst-Bloch-Zentrum in seiner Geburtsstadt Ludwigshafen am Rhein unterhält das Bloch-Archiv mit Schriften und Materialien zu seinem Leben und der Wirkungsgeschichte; eine Bibliothek gibt den Bloch-Almanach heraus und verleiht alle drei Jahre den Ernst-Bloch-Preis.
Zur Förderung von Jurastudenten im Masterstudiengang in Antananarivo (Madagaskar) wurde ein Ernst-Bloch-Stipendium ins Leben gerufen.

## Trivia
Der Allgemeine Studentenausschuss (AStA) der Eberhard-Karls-Universität Tübingen widmete die Universität nach Blochs Tod 1977 symbolisch zur „Ernst-Bloch-Universität“ um. Die Entscheidung wurde 2017 mit der Begründung zurückgenommen, nicht alle Studenten könnten sich mit der politischen Ausrichtung Blochs identifizieren; eine gleichnamige Hochschulgruppe besteht fort.

## Auszeichnungen (Auswahl)
- 1955: Nationalpreis der DDR[28]

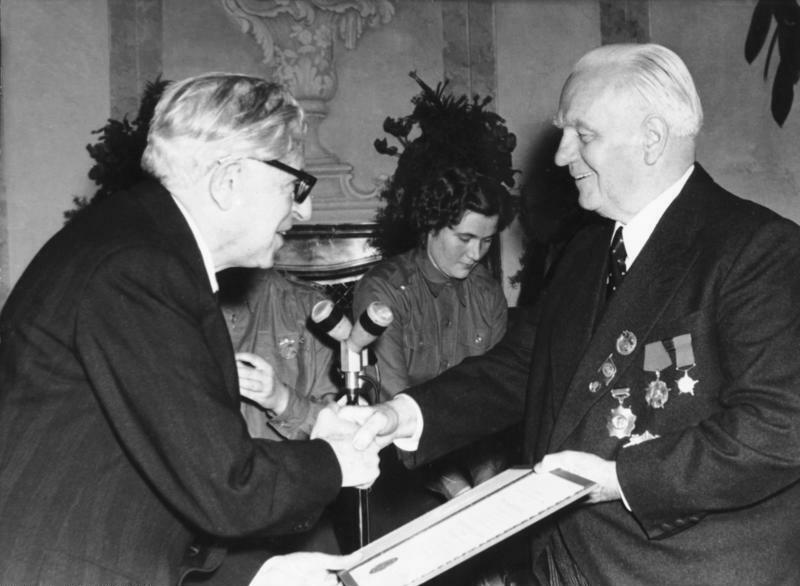
Ernst Bloch wird der Nationalpreis der DDR durch Wilhelm Pieck überreicht, 1955

- 1964: Kulturpreis des Deutschen Gewerkschaftsbundes[28]
- 1967: Friedenspreis des Deutschen Buchhandels[28][29]
- 1969: Ehrendoktorwürde der Universität Zagreb[28]
- 1970: Ehrenbürgerschaft der Stadt Ludwigshafen am Rhein[28][29]
- 1975: Ehrendoktorwürde der Pariser Sorbonne[28][29]
- 1975: Ehrendoktorwürde der Universität Tübingen[28][29][30]
- 1975: Ehrenmitglied der Akademie der Künste[28][30]
- 1975: Sigmund-Freud-Preis für wissenschaftliche Prosa[28][29][30]

## Schriften (Auswahl)
- Kritische Erörterungen über Heinrich Rickert und das Problem der Erkenntnistheorie, Dissertation, 1909.
- Geist der Utopie, München, 1918.
- Thomas Müntzer als Theologe der Revolution, München 1921.
- Durch die Wüste – Kritische Essays, Paul Cassirer Verlag, Berlin 1923.
- Geist der Utopie, endgültige Fassung, Paul Cassirer Verlag, Berlin 1923.
- Spuren, Paul Cassirer Verlag, Berlin, 1930.
- Erbschaft dieser Zeit, Zürich, 1935.
- Freiheit und Ordnung, Berlin, Aufbau-Verlag, 1947.
- Subjekt – Objekt, 1949.
- Christian Thomasius, 1949.
- Avicenna und die aristotelische Linke, (Leipzig 1949) Rütten & Loening, Berlin 1952.
- Das Prinzip Hoffnung, 3 Bände, 1954–1959, ISBN 3-518-28154-2.
- Widerstand und Friede. Aufsätze zur Politik, Suhrkamp Verlag, 1968, Neuausgabe 2008, mit DVD: Ernst und Karola Bloch. Die Tübinger Zeit, ISBN 978-3-518-41981-6.[31]
- Spuren, Suhrkamp Verlag, 1959, ISBN 3-518-28150-X.
- Naturrecht und menschliche Würde, 1961.
- Tübinger Einleitung in die Philosophie, Suhrkamp Verlag, 1963, ISBN 3-518-10011-4.
- Atheismus im Christentum, Suhrkamp Verlag, 1968, ISBN 3-518-28163-1.
- Politische Messungen, Pestzeit, Vormärz, Suhrkamp Verlag, 1970, ISBN 3-518-28160-7.
- Das Materialismusproblem, seine Geschichte und Substanz, Suhrkamp Verlag, 1972, ISBN 3-518-28156-9.
- Experimentum Mundi. Frage, Kategorien des Herausbringens, Praxis, Suhrkamp Verlag, 1975, ISBN 3-518-28164-X.
- Fabelnd Denken. Essayistische Texte aus der “Frankfurter Zeitung”, Klöpfer und Meyer, 1997, ISBN 3-931402-19-3.
- Logos der Materie. Eine Logik im Werden. Aus dem Nachlass 1923–1949, Suhrkamp Verlag, 2000, ISBN 3-518-58278-X.

## Filme (Auswahl)
- Ernst Bloch. Hoffnung made in Ludwigshafen Dokumentarfilm, Deutschland, 2015, 29:38 Min., Buch und Regie: Andreas Berg, Produktion: SWR, Reihe: Bekannt im Land, Erstsendung: 5. Juli 2015 im SWR Fernsehen, Inhaltsangabe von ARD, online-Video, aufrufbar bis 29. Juli 2018.
 Mit vielen Archivaufnahmen; u. a. mit Blochs Tochter Dr. Mirjam Josephsohn, Gert Ueding, Francesca Vidal (Präsidentin der Ernst-Bloch-Gesellschaft), Klaus Kufeld (Ernst-Bloch-Zentrum), Frank Degler (Ernst-Bloch-Archiv).
- Ernst Bloch im Gespräch mit Iring Fetscher. Gespräch, BR Deutschland, 1967, 43:46 Min., Regie: Günter Andreas Pape, Produktion: Hessischer Rundfunk, Reihe: Philosophische Geschichten, Inhaltsangabe von ARD, online-Video.